# باكورة
باكورة وتعني اوائل الأعمال وبداياتها، فهي تُطلق على أول مايصل إلى السوق من الفواكه والخضار، أو أول ما يدرك من الثمار. وكذلك تُطلق على بداية أعمال شخص ما، كالكاتب والفنان والمخترع والمنتج وغيرهم، فيقال عن أوائل مؤلفاتهم، أو اعمالهم وبداياتها، بواكير اعمالهم.بمعنى هي بداية أول شيء قام به الشخص في مجال عمله.

## لغة
مؤنث باكور، والجمع بواكير وباكورات.